# Lục viện (Hoàng thành Huế)
Lục viện (六院)  là kiến trúc nằm trong Tử Cấm Thành, Hoàng thành Huế, là nơi ở và sinh hoạt của các phi tần nhà Nguyễn.

## Đặc điểm
Thời Gia Long chỉ gồm có điện Trinh Minh (貞明殿) và viện Thuận Huy (順徽院) là nơi ở của các vị phi tần.
Từ năm Minh Mạng thứ 17 (1836), các phi tần được sắp xếp theo cửu giai (9 bậc) gồm Nhất và Nhị giai phi, Tam và Tứ giai tần, Ngũ và Lục giai tiệp dư, Thất giai quý nhân, Bát giai mỹ nhân và Cửu giai tài nhân. Dưới tài nhân là Tài nhân vị nhập giai (tức người chờ tuyển vào làm Tài nhân). Dưới nữa là Cung nhân, Cung nga và Thị nữ. Tùy theo cấp bậc, các cung phi được sắp xếp chỗ ở trong Lục viện: điện Minh Trinh là nơi ở của các bà phi; viện Thuận Huy là nơi ở bà tần; các tiệp dư ở viện Đoan Huy (端徽院) các viện còn lại là viện Đoan Trang (端莊院), viện Đoan Tường (端祥院), viện Đoan Chính (端政院), viện Đoan Hòa (端和院) và viện Đoan Thuận (端順院) là nơi ở của các quý nhân, mỹ nhân, Tài nhân, Tài nhân vị nhập giai và các cung nữ.

## Lịch sử
Năm Gia Long thứ 9 (1810), dựng viện Thuận Huy, ở phía tây sân sau của điện Càn Thành.
Năm Minh Mạng thứ 2 (1821) dựng viện Đoan Trang theo hướng tây.
Năm Minh Mạng thứ 3 (1822) lại dựng tiếp viện Đoan Tường theo hướng đông.
Năm Minh Mạng thứ 8 (1827) cho dụng viện Đoan Huy theo hướng nam, năm ở phía bắc hiên tây, ngay phía tây điện Cao Minh Trung Chính.
Năm Minh Mạng thứ 18 (1837), cho làm viện Lý Thuận trong Đại Nội.
Đến năm Minh Mạng thứ 22 (1841, chưa đổi sang Thiệu Trị nguyên niên), dỡ bỏ 2 viện Lý Thuận và Đoan Trang dời vào làm ở vườn Vĩnh Trạch sau cung, gọi là Tả Hữu tòng viện; nhà hậu đường gọi là Đông Tây tòng viện để làm chỗ ở cho các cung nhân của triều trước.
Năm Thiệu Trị thứ 3 (1843), dựng viện Đoan Thuận theo hướng nam, nằm ở bên trong cửa Gia Tường, phía bắc của trường lang.
Đến năm Thiệu Trị thứ 6 (1846) dựng viện Đoan Hòa theo hướng bắc trên nền cũ của viện Lý Thuận bên trong cửa Gia Tường, phía nam trường lang.
Như vậy tính đến thời Thiệu Trị, Lục viện đã có đến 11 viện từng được xây dựng bao gồm:
- Thuận Huy viện (順徽院)), nơi ở của Tam và Tứ giai tần
- Đoan Huy viện (端徽院), nơi ở của Ngũ và Lục giai tiệp dư.
- Đoan Trang viện (端莊院), nơi ở của Thất giai quý nhân, Bát giai mỹ nhân và Cửu giai tài nhân. Viện có 5 cửa là: Đoan Gia, Ngưng Thụy, Thừa Ân, Phồn Chỉ, Diễn Phúc.
- Đoan Tường viện (端祥院). Viện có 5 cửa là: Tường Giai, Tăng Thụy, Đàm Ân, Gia Chỉ, Tích Phúc
- Đoan Thuận viện (端順院). Viện có 7 cửa là: Hanh Cát, Đoan Trinh, Phúc Khánh, Gia Trinh, An Hòa, Tích Phúc, Đàm Trạch.
- Đoan Hòa viện (端和院). Viện Đoan Hòa có 7 cửa là: Tuy Hòa, Lý Hòa, Túc Hòa, Đức Hòa, Đôn Hòa, Trinh Hòa, Thuần Hòa.
- Đoan Chính viện (端政院).
- Lý Thuận viện, sau cải thành Tả Hữu tòng viện, dùng để làm nơi cho các cung phi triều trước.
- Đông Tòng viện.
- Tây Tòng viện.
- Tần Trang viện, được ghi chú trong bản vẽ của A. Laborde (BVAH 1928) là nơi ở của các bà tần.

và 1 điện là
- Điện Trinh Minh dành cho các bà Nhất, Nhị giai phi.

Các viện này là nơi ở và sinh hoạt của các phi tần nhà Nguyễn, được gọi chung là Lục viện (六院).
Sau biến cố Tiêu thổ Kháng chiến của Việt Minh vào tháng 2 năm 1947, khu Lục viện đã bị phá huy chỉ còn lại hai viện là Đoan Trang và Đoan Huy. Sự kiện này được ông Nguyễn Bá Chí, chuyên viên của Trường Viễn Đông Bác Cổ (EFEO) báo cáo trong bản tường trình về tình trạng Hoàng cung ở Huế. Hai viện này cuối cùng cũng bị dỡ bỏ, có lẽ trong thời gian vua Bảo Đại trở lại Việt Nam làm quốc trưởng.